# سیارک ۴۲۴۲
سیارک ۴۲۴۲ (به انگلیسی: 4242 Brecher، نامگذاری:1981FQ) چهار هزار و دویست و چهل و دومین سیارک کشف شده‌است که در ۲۸ مارس ۱۹۸۱ کشف شد.
قدر مطلق سیارک برابر ۱۲٫۸۰ است.